# Dorotea Cristina d'Aichelberg
Dorotea Cristina d'Aichelberg (en alemany Dorothea Christina von Aichelberg) va néixer a Plön (Alemanya) el 23 de gener de 1674 i va morir a Reinfeld el 22 de juny de 1762. Era una noble alemanya, filla de Joan Francesc d'Aichelburg i d'Anna Sofia de Trautenburg.

## Matrimoni i fills
El 20 de febrer de 1702 es va casar a Umstadt amb Cristià Carles de Schleswig-Holstein-Sonderburg-Plön (1674-1706), fill d'August de Schleswig-Holstein-Sonderburg-Plön (1635-1699) i d'Elisabet Carlota d'Anhalt-Harzgerode (1647-1723). El matrimoni va tenir tres fills: 
- Carlota Amàlia, nascuda el 1703 i morta prematurament.
- Guillemina Augusta (1704-1749), casada amb Conrad Detlev de Reventlow (1671-1738).
- Frederic Carles (1706-1761), casat amb Cristina Reventlon (1711-1779).